# Mund Dhar
Mund Dhar is een plaats in het district Doda van het Indiase unieterritorium Jammu en Kasjmir.

## Demografie
Volgens de volkstelling uit 2011 heeft Mund Dhar een populatie van 6.279, waarvan 3.214 mannen en 3.065 vrouwen. Onder hen waren 1.280 kinderen met een leeftijd tussen de 0 en 6 jaar. De plaats had in 2011 een alfabetiseringsgraad van 63,47%. Onder mannen bedroeg dit 78,85% en onder vrouwen 47,29%.